# Угорская Русь

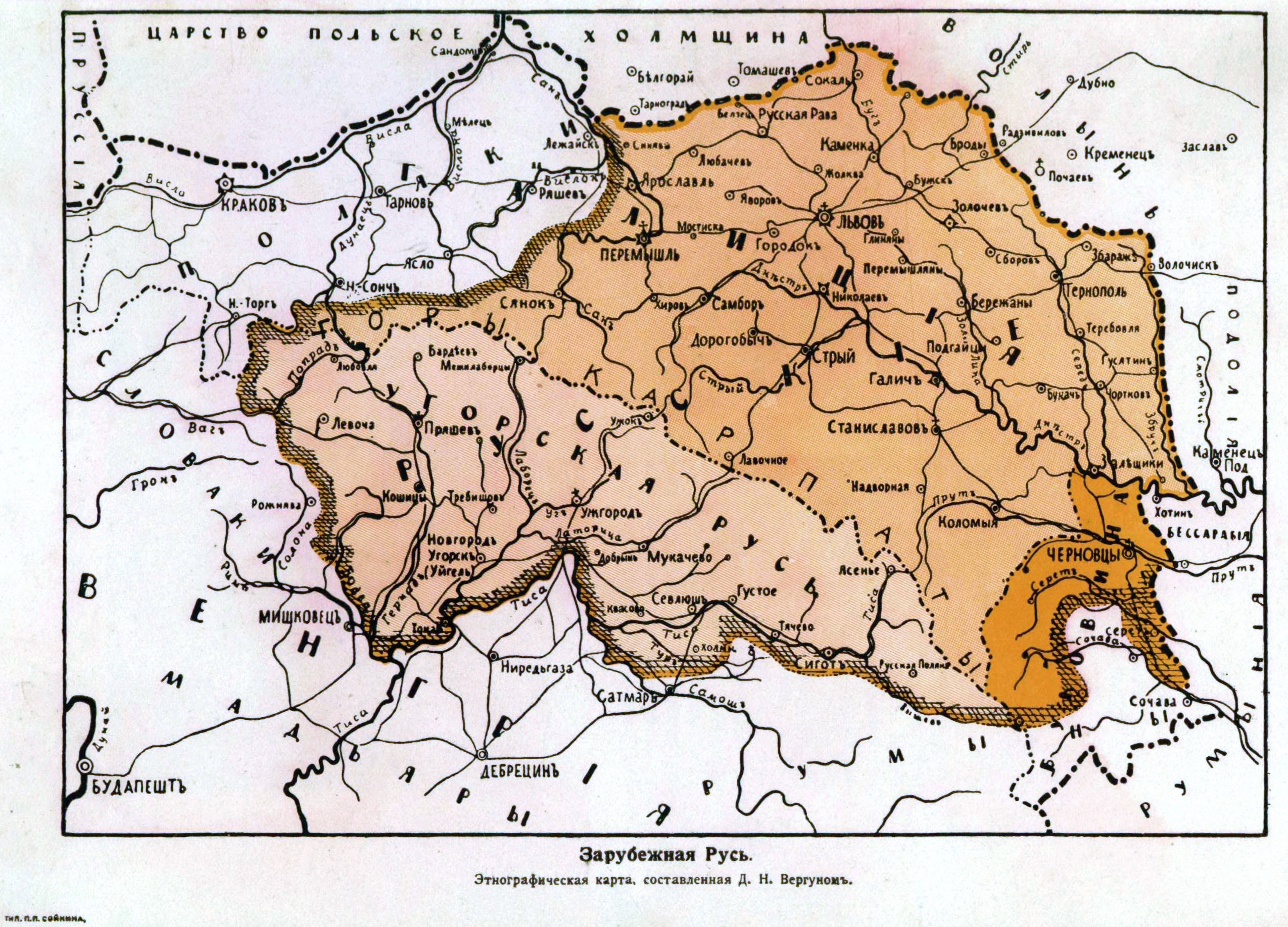
Угорская Русь (светло-оранжевым цветом) среди восточнославянских территорий, входивших в состав Австро-Венгрии. Этнографическая карта, составленная Д. Н. Вергуном.

Угорская Русь (от «угры» — старое название венгров) — термин, используемый в историографии для обозначения земель, населённых восточными славянами (русинами) в составе Венгерского королевства, в том числе в эпоху их принадлежности к Австро-Венгрии. Угорская Русь включала в себя венгерскую часть исторического региона Карпатская Русь, в том числе Закарпатскую область современной Украины, регионы компактного проживания русинов современной Словакии (Пряшевская Русь) и некоторые земли северо-востока современной Венгрии. К Угорской Руси не относилась северная Лемковщина, имевшая сначала польскую, затем австрийскую принадлежность. Наряду с Польской, Литовской и Молдавской Русью Угорская Русь была одной из частей Западной Руси. Восточнославянских жителей Угорской Руси русскоязычные источники называли угрорусами. Политоним «Угорская Русь» вышел из употребления в связи с распадом Австро-Венгрии в 1918 году, когда основная часть бывших угрорусских земель вошла в состав Чехословакии, при этом Прящевщина была присоединена непосредственно к Словакии, а из остальных земель была образована административная единица Подкарпатская Русь.

## История
Восточнославянское население (белые хорваты) проживало на этих землях ещё до вторжения мадьяр в Паннонию. В X веке в Ужгороде существовало независимое княжество во главе с князем Лаборцем, убитым мадьярами. Впоследствии самостоятельной политической жизни русского населения здесь не было, оно всецело разделило судьбы Венгрии, однако имело некоторое самоуправление. В конце XIV века сюда прибыли некоторые русские переселенцы из Подолья во главе с князем Фёдором Кориатовичем. Со временем в Угорской Руси появились собственные православные епископы, независимые от львовской и перемышльской епархий. Важным оплотом православия был Свято-Николаевский монастырь в Мукачево. Позже русины утратили свои привилегии, а с введением унии начались притеснения в вопросах вероисповедания. Практически всё население после Ужгородской унии 1646 года стало униатским, однако упорно сопротивлялось дальнейшему окатоличеванию, сохранив восточнославянские культурные черты и вплоть до XX века в немалой степени поддерживая русофильские настроения.